# Alyssa Milano
Alyssa Milano   (Bensonhurst, 19 de desembre de 1972)  és una actriu, cantant i activista

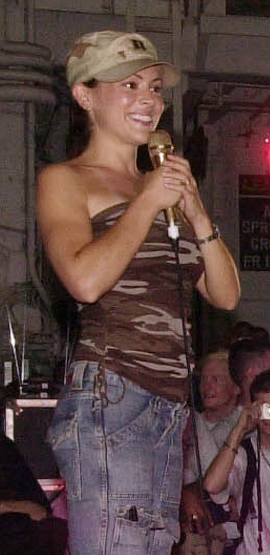
Alyssa Milano

estatunidenca. Va assolir la fama participant a les sèries de televisió Melrose Place i Charmed, on va interpretar Phoebe Halliwell, una de les protagonistes.

## Biografia
Els seus pares són italoamericans, Tom i Lin Milano, i té un germà menor, en Cory (nascut el 1982), que també és actor. Ella i en Cory es van criar a Staten Island, però la seva família es va mudar a Hollywood quan Alyssa va aconseguir el paper de Samantha Micelli a l'edat de 10 anys. Actualment viu a Los Angeles, Califòrnia.

## Carrera

### Interpretació
Va començar la seva carrera als 8 anys. Havent guanyat una reputació, va aparèixer en publicitat per la televisió i en produccions fora de Broadway. Un dels seus primers papers va ser a l'edat de 10 anys a la sèrie de televisió anomenada "Who's the boss?" amb Tony Danza, Judith Light, Danny Pintauro i Katherine Helmond. Ella interpretava a Samantha Micelli, la filla del personatge de Tony Danza, Tony Micelli.
El 1985, Alyssa va interpretar el paper de la filla de John Matrix, interpretat per Arnold Schwarzenegger a Commando.
Alyssa va treballar com a actriu de televisió en diverses sèries com "Melrose Place", però sobretot, va guanyar molta reputació en el paper protagonista de Phoebe Halliwell a Charmed (1998-2006). En aquest paper va reemplaçar a Lori Room. Tant Alyssa com Holly Marie Combs es van convertir en productores de la sèrie durant la cinquena temporada fins al final.

#### Curiositats
El rostre d'Alyssa va ser el prototip visual per Ariel, la Sireneta, a la pel·lícula de 1989 The Little Mermaid.

### Música
També és una reeixida cantant i artista de gravació, tot i que la seva veritable fama en el món de la música va esdevenir al Japó.

## Interessos personals
Fora de l'actuació, els seus hobbies inclouen la fotografia i el treball humanitari. És ambaixadora nacional d'UNICEF i el 2005 va visitar l'Índia amb aquesta organització. També li agrada la música (sap tocar el piano i la flauta), els tatuatges i passar temps amb els seus gossos.
Es declara liberal i va donar suport a la candidatura presidencial de John Kerry en 2004.
Ha format part de la protecció i prohibició d'imatges i vídeos il·legals de famosos per internet i va col·laborar a la fundació del cercador SafeSearching.com. Va col·laborar en la popularització del moviment #MeToo.
El 2013, va començar a publicar la col·lecció de còmic Hacktivist , el 2019, va llançar la seva saga de llibres infantils Hope i el 2021 va publicar el seu llibre autobiogràfic Sorry Not Sorry.

## Filmografia
- Old Enough (1984)
- Commando (1985)
- El fantasma de Canterville (The Canterville Ghost) (1986)
- Teen Steam (1988)
- Dance 'Til Dawn (1988)
- Crash Course (1988)
- Els bojos del Cannonball 3 (Speed Zone) (1989)
- Little Sister (1991)
- Casualties of Love: The Long Island Lolita Story (1992)
- Conflict of Interest (1992)
- Where the Day Takes You (1992)
- The Webbers (1993)
- Candles in the Dark (1993)
- Embrace of the Vampire (1994)
- Double Dragon (1994)
- Confessions of a Sorority Girl (1994)
- Deadly Sins (1995)
- L'enemiga pública número 1 (Public Enemies) (1995)
- The Surrogate (1995)
- Poison Ivy II: Lily (1995)
- Jimmy Zip (1996)
- Hugo Pool (1996)
- Fear (1996)
- Dies de glòria (Glory Daze) (1996)
- To Brave Alaska (1996)
- Body Count (1997)
- Goldrush: A Real-Life Alaskan Adventure (1998)
- Perseguint un somni (Buying the Cow) (2000)
- Lady and the Tramp II: Scamp's Adventure (2001)
- Diamond Hunters (2001)
- Pots besar la núvia (Kiss The Bride) (2002)
- Dickie Roberts: Former Child Star (2003)
- Jimmy Neutron: Win, Lose and Kaboom (2004)
- Dinotopia: Quest for the Ruby Sunstone (2005)
- The Blue Hour (2007)
- Pathology (2008)
- DC Showcase: The Spectre (2010)
- My Girlfriend's Boyfriend (2010)
- Beverly Hills Chihuahua 2 (2011)
- Hall Pass (2011)
- New Year's Eve (2011)
- Planes  (2013)
- Little Italy (2018)

## Discografia
Look In My Heart 3/21/1989 (#1 Japó)
- 1. What A Feeling b/w Waiting For My Star 1989
- 2. Straight To The Top b/w Da Doo Ron Ron 1989
- 3. Look In My Heart b/w You Lied To Me 1989

Alyssa 10/25/1989 (#1 Japó)
- 1. I Had A Dream b/w Can You Feel It 1989
- 2. Happiness b/w Give A Little Kindness 1989

Non-Album Single (#5 Japó)
- 1. I Love When We're Together b/w Step By Step 1989

The Best In The World: Non-Stop Special Remix/Alyssa's Singles 2/21/1990 (#1 Japó / #1 Dance Club)
- 1. The Best In The World b/w Destiny 1990

Locked Inside A Dream 5/21/1991 (#1 Japó)
- 1. New Sensation b/w New Sensation (TV Mix) 1991
- 2. No Secret b/w Your Lips Don't Lie 1991 (només publicat en Itàlia)

Do You See Me? 9/18/1992 (#1 Japó)
- 1. Do You See Me? b/w If Only 1992